# Sklené (Slovacchia)
Sklené (in ungherese Turócnémeti, in tedesco Glaserhaj) è un comune della Slovacchia facente parte del distretto di Turčianske Teplice, nella regione di Žilina.